# Chamuel
Chamuel, Chamu-el (hebrejsky אלוהים הוא השמש Bůh je slunce, také lze psát Hamuel) je jedním ze sedmi andělů předstupujících před Slávu Boží s Raguelem, Arielem, Hanielem, Jeremielem, Rafaelem a Gabrielem. Patří k patnácti andělům nejvyšší hierarchie.

## Judaismus

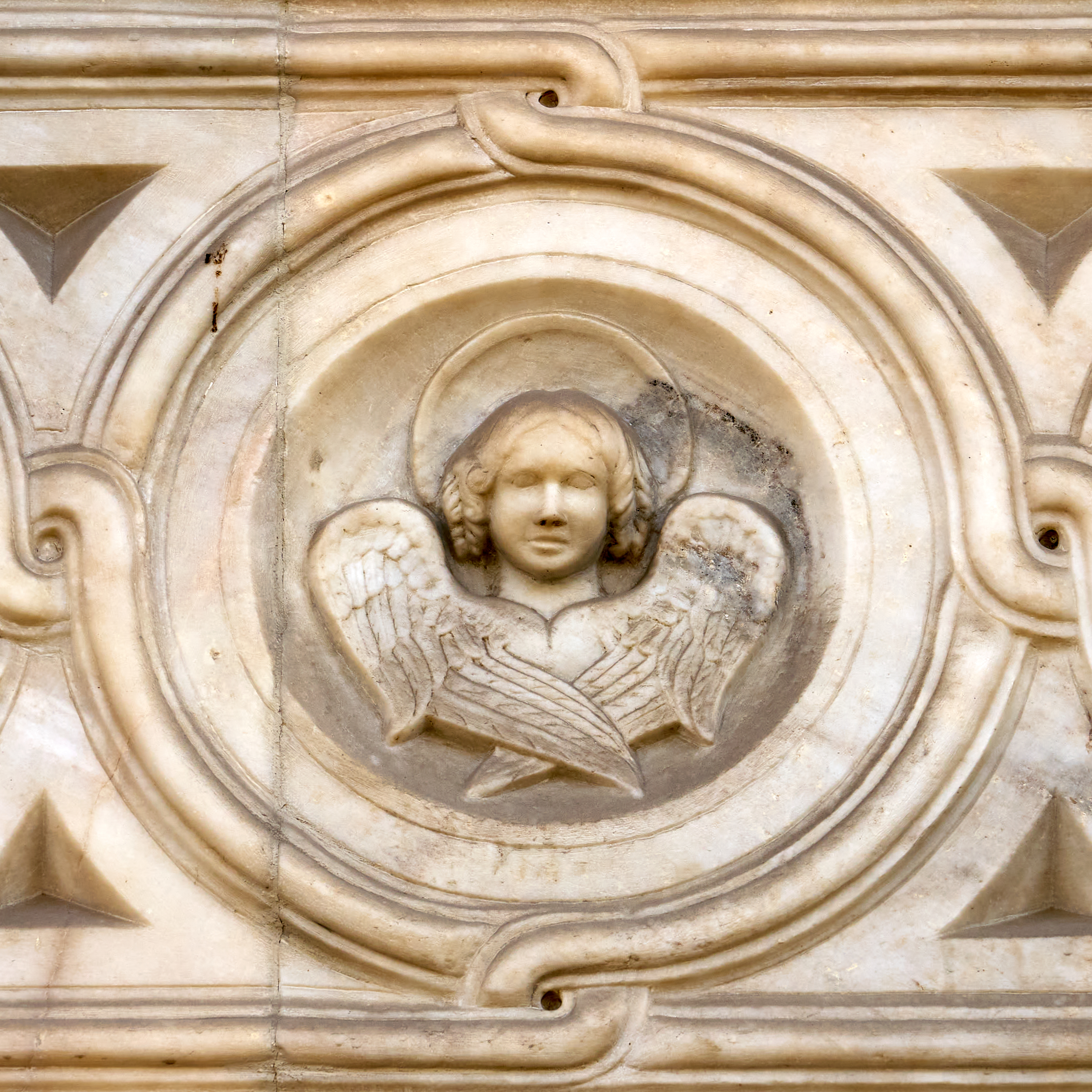
Cherubim - nejvyšší anděl (může symbolizovat Chamuela; také obdobně Hamuel nebo Šemuel, Bůh je slunce) Autor: George E. Koronaios

Archanděl Chamuel, společně s Arielem je Cherubem židovské víry. Je nositelem Božské vlastnosti ohně, spočívající ve slunci, za něž je Bůh označován v Žalmu 84,11: Vždyť J...ova Bůh je slunce a štít; to, co dává, je přízeň a sláva a v jiném číslování Žalmu 84,12: Vždyť Hospodin Bůh je slunce i štít! Milost i slávu dává Hospodin, neupře žádné dobro upřímným. Není tím řečeno, že hvězda sluneční soustavy je bohem, ale narativ, že světlo, oheň a síla, jež slunce představuje, spočívá v živém Bohu. Nositelem atribuce je archanděl Chamuel, zvěstující Ha hame-El ahava teplo lásky Boží, Hamuel, ale i Šemuel, od hashemesh, (hašemeš), slunce.

## Esoterika
Současná esoterika, zaměřující se na úctu k andělům nabízí těm, kdo touží po jejich společenství nejrůznější možnosti evokace.
Kdo přijde do styku s energií archanděla Chamuela, tomu se chce smát a tancovat a objímat celý svět. Archanděl Chamuel podpůrně působí všude tam, kde se ztratila radost z pozemského života a má být opět objevena. "Můj oheň lásky tryská z centra Božího plamene. Zahřívám vás zevnitř a zaplavuji vás růžovým Světlem. Posiluji vaši víru v  lásku Boží, dávám vám naději a důvěru v Život."
Rituálními prostředky jsou kameny, z nichž určuje esoterika Růženín, Avanturín a Magnezit. Následují svíce, ty mají nejednotnou barvu, a zatímco pouze archanděl Haniel má takřka jedinečnou tyrkysovou, u Chamuela jsou to do růžova nebo světle červené, bílá s červeně či ohnivě oranžovým znakem rozpjatých andělských křídel,také však se slabě zeleným nádechem z palmového vosku a z nich jsou i vonné zlatavé, symbolizující jméno anděla a jeho spojitost se zlatem, blízkým slunci.